# Miguel Delgado Galindo
Miguel Delgado Galindo (Barcelona, 22 de mayo de 1963) es un sacerdote católico, abogado, canonista, teólogo y autor español. Desde 1985 pertenece a la Prelatura de la Santa Cruz y Opus Dei. Durante unos años ha trabajado como abogado. Fue ordenado en septiembre de 1996. En 2004 fue condecorado por Juan Pablo II, como "Capellán de Su Santidad". Desde el 18 de junio de 2011, al ser nombrado por Benedicto XVI, fue el nuevo Subsecretario del Consejo Pontificio para los Laicos hasta la supresión de dicho consejo el 1 de septiembre de 2016 por el papa Francisco.

## Biografía
Nacido en la ciudad de Barcelona, a los alrededores del Templo Expiatorio de la Sagrada Familia, el día 22 de mayo de 1963.
Cuando era joven ya descubrió su vocación religiosa y desde 1985 pertenece a la Prelatura de la Santa Cruz y Opus Dei.
Fue uno de los jóvenes partícipes en la Jornada Mundial de la Juventud 1989, que se celebró en Santiago de Compostela (Galicia).
Él es licenciado en Derecho por la Universidad Autónoma de Barcelona (UAB).
Después de haber ejercido la profesión de abogado y de haber trabajador en diversas Consejerías de la Generalidad de Cataluña, en 1991 se trasladó a Italia para continuar con sus estudios eclesiásticos en Teología y Derecho canónico por la Pontificia Universidad de la Santa Cruz de Roma, en la cual en 1996 obtuvo un Doctorado en Derecho canónico. El 15 de septiembre de ese mismo año fue ordenado sacerdote en la Basílica de San Eugenio de Roma y tras su ordenación ya regresó a España.
Luego en 1999 volvió a Roma tras haber sido llamado por la Santa Sede, donde comenzó a trabajar en el Consejo Pontificio para los Laicos como Ayudante de Estudio y Jefe de Oficina, responsabilizándose así de la Sección de Movimientos eclesiales.
En 2004, el papa Juan Pablo II le otorgó el título honorífico de Capellán de Su Santidad y también lo eligió como responsable del servicio jurídico del dicasterio para los laicos.
Cabe destacar que es autor del diversas monografías y de artículos publicados en revista especializadas en derecho canónico.
Desde 18 de junio de 2011, tras haber sido nombrado por el papa Benedicto XVI, fue el nuevo Subsecretario del mismo Consejo Pontificio al cual pertenece hasta la supresión de dicho consejo el 1 de septiembre de 2016 por el papa Francisco.
En 17 de abril de 2013 Miguel Delgado pasó a ser noticia en todo el mundo, por hacerle llegar durante la audiencia general al que fue recién elegido papa Francisco , una camiseta del Fútbol Club Barcelona firmada por el jugador argentino Lionel Messi.

## Condecoración
| Distinción              | Período | Lugar               | Otorgado por  |
| ----------------------- | ------- | ------------------- | ------------- |
| Capellán de Su Santidad | 2004    | Ciudad del Vaticano | Juan Pablo II |